# چک شماره ۵۶ جی‌بی
چک شماره ۵۶ جی‌بی (به انگلیسی: Chak No. 56 GB) یک روستا در پاکستان است که در پنجاب واقع شده‌است.